# 伊瓦勒马龙
伊瓦勒马龙（法語：Yvoy-le-Marron，法語發音：[ivwa lə maʁɔ̃]）是法国卢瓦-谢尔省的一个市镇，位于该省东南部，属于罗莫朗坦-朗特奈区。

## 地理
伊瓦勒马龙（47°37'57"N, 1°51'11"E）面积48.92 平方千米，位于法国中央-卢瓦尔河谷大区卢瓦-谢尔省，该省份为法国中北部省份，北起厄尔-卢瓦省，东北接卢瓦雷省，东南接谢尔省，南至安德尔省，西南接安德尔-卢瓦尔省，西北接萨尔特省。
与伊瓦勒马龙接壤的市镇（或旧市镇、城区）包括：圣欧班堡、利尼勒里博、塔罗讷河畔肖蒙、索洛涅地区拉马罗勒、伯夫龙河畔讷安、维勒尼。

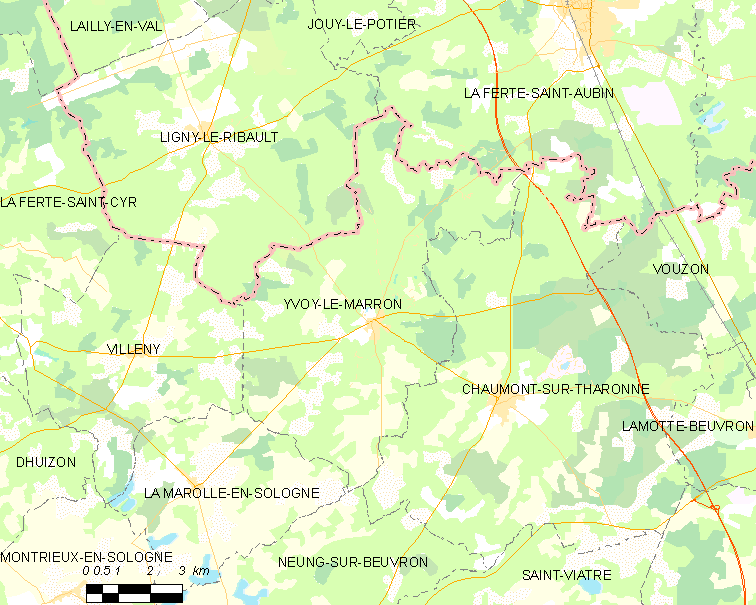
伊瓦勒马龙的OSM定位图

伊瓦勒马龙的时区为UTC+01:00、UTC+02:00（夏令时）。

## 行政
伊瓦勒马龙的邮政编码为41600，INSEE市镇编码为41297。

## 政治
伊瓦勒马龙所属的省级选区为拉索洛涅县。

## 人口

1962-2008年间伊瓦勒马龙人口变化图示

伊瓦勒马龙于2022年1月1日时的人口数量为757人。